# 雙涵村
23°30′00″N 120°18′53″E / 23.50000°N 120.31472°E
雙涵村位於臺灣嘉義縣六腳鄉東部，面積2.994407KM2，行政區包含10鄰共973人，為國定古蹟王得祿墓的所在地。

## 地理
雙涵村於六腳鄉東側，牛稠溪 （朴子溪上游）右岸，對岸為嘉義縣六腳鄉灣內，昔日稱為埤頭，因1736年~1795年（乾隆年間）為灌溉大塗獅、六腳的土獅子陂埤圳取水口，因此地設有兩函管，故名雙涵。此村聚落包含雙涵（舊稱埤頭）、新部落、廍仔、蔀仔、五戶子、大庄、公館及後庄。

## 聚落歷史
西元1733年（雍正11年）時，清政府第一次開放大陸移民搬眷來台，台灣地區的人口結構得到了一定程度的改善，泉州府南安人陳星吉便移居此地。故此中型集村以陳姓為主。此地為「土獅仔陂」源頭，村民祖籍與灣內庄相同。因在河流凹岸處容易受侵，自日治時代，洪患和嘉南大圳的修築，居民不斷往東北方遷徙，形成二個子聚落，即為六腳鄉內的「新部落」，以及新港鄉安和村的「新結庄」。而廍仔及蔀仔則因早期是一草仔廍（清朝以茅草搭建的舊式製糖工場，故稱草仔廍）。位於雙涵之西南方為五戶子，為本村最南的居民點，因只有五戶人家居住，故得此名。大庄為雙涵村內最大的聚落，全村居民的信仰中心「保安宮」位於此地， 公館則因為昔日的館事處而取其名，後庄則為本村後邊的施姓聚落。本村行政區域，是承襲日本時代雙涵大字，沿用為村名  。

## 教育
雙涵村隸屬學區為嘉義縣六腳鄉蒜頭國民小學。蒜頭國小創立於民國前一年四月十五日．最初校名為蒜頭公學校，於民國三十六年三月一日改稱為"蒜頭國民學校"，民國五十四年八月一日縣指定本校為辦理重點輔導國民學校，民國五十七年八月一日因實施九年義務教育，故校名改為"蒜頭國民小學"。

## 文化資源及資產
保安宮：位於雙涵村42號，創立於光緒年間，主祀為五府千歲，原本是村民之私家神，建廟後歸入廟共祀天上聖母。

## 景點
王得祿墓：位於新港鄉與六腳鄉雙涵村交界處，是目前台灣現存最大的后土，墓碑立於西元1844年（清道光二十四年），民國七十二年時經評定為國家一級古蹟。王得祿生於西元1770年（清乾隆三十五年），為清朝時台灣官位最高的水師提督，一生擁多次功績，曾受皇帝封為太子太保，也是現今太保市的由來。